# Cyphopterum
Cyphopterum är ett släkte av insekter. Cyphopterum ingår i familjen Flatidae.

## Dottertaxa tillCyphopterum, i alfabetisk ordning[1]
- Cyphopterum aaiunense
- Cyphopterum adscendens
- Cyphopterum aguaense
- Cyphopterum buenavistae
- Cyphopterum canum
- Cyphopterum chenoleae
- Cyphopterum costicola
- Cyphopterum eremicum
- Cyphopterum fauveli
- Cyphopterum fortunatum
- Cyphopterum gohium
- Cyphopterum gomerense
- Cyphopterum graciosae
- Cyphopterum grancanariense
- Cyphopterum granreyi
- Cyphopterum grossum
- Cyphopterum halophilum
- Cyphopterum hidalgo
- Cyphopterum incertum
- Cyphopterum jandiensis
- Cyphopterum maroccanum
- Cyphopterum minus
- Cyphopterum mogadoricum
- Cyphopterum montanum
- Cyphopterum nicolauense
- Cyphopterum nublum
- Cyphopterum obtusatum
- Cyphopterum occidentale
- Cyphopterum odontospermi
- Cyphopterum palfortum
- Cyphopterum pallidum
- Cyphopterum paradoxum
- Cyphopterum posterius
- Cyphopterum psammophilum
- Cyphopterum quartaui
- Cyphopterum retusum
- Cyphopterum salense
- Cyphopterum salinum
- Cyphopterum salvagensis
- Cyphopterum septentrionale
- Cyphopterum sotaventonis
- Cyphopterum tenerifae